# Michael Lucas' Dangerous Liaisons
Dangerous Liaisons (em português:  Ligações Perigosas), é um filme pornográfico gay dirigido por Michael Lucas e lançado pela Lucas Entertainment em 1 de fevereiro de 2005. O filme é um adaptação cinematográfica de Les Liaisons Dangereuses, romance escrito em 1782 por Pierre Choderlos de Laclos e, um remake de "Ligações Perigosas", filme de 1988 dirigido por Stephen Frears.
É em meio a moderna indústria da moda de Nova Iorque que Lucas insere cenas pornográficas, e temas como luxúria e engano, em sua versão de "Ligações Perigosas".
Um documentário do filme, intitulado More Dangerous: The Making of Michael Lucas' Dangerous Liaisons, estreou no "Festival Internacional de Filmes Gays e Lésbicos Philadelphia 2006" em 22 de Julho.

## Enredo
Michal Lucas interpreta Marcus Von Halpern, chefe de um império da moda em Nova Iorque, que conta com a ajuda de Valentine Moore, personagem de Tom Judson. Von Halpern quer que Moore, um fotógrafo mundialmente famoso, seduza Sebastian Lacroix (Wilfried Knight), amante do ex-namorado de Von Halpern, Tom Mercedes (Kent Larson). Moore concorda, mas, quer ter uma noite com Von Halpern como recompensa.
Lacroix recebe um telefonema de sua agente de modelo, informando que ele foi escolhido para um sessão fotográfica com Moore. Seu namorado, Mercedes, adverte Lacroix sobre a reputação de Moore e diz que ele não é confiável. Então é exibido a primeira cena de relação sexual do filme, com Lacroix e Mercedes, onde há troca de posições, ou seja, ambos exercem, em algum momento, a posição de ativo e passivo.
Na cena seguinte, Mercedes se envolve em uma relação sexual com seu empregado Matt Cody (Owen Hawk) na mesa da sala de conferências, quando, aparece um faxineiro (Mario Ortiz), e se junta à Cody e Mercedes. Assim como na primeira cena de sexo, todos se revezam e exercem em algum momento a posição de ativo e passivo. Enquanto isso, Moore cria sua sessão fotográfica com Lacroix e contrata outro modelo, J., para seduzir Lacroix. Posteriormente, esse último, é julgado como culpado pela traição.
Cody se encontra com Von Halpern para pedir informações de seu chefe, seu ex-namorado, Mercedes. Então, é realizada mais uma cena de sexo. O atual namorado de Von Halpern, Boddy (Bruce Beckham), descobre a traição e resolve dar o troco, seduzindo Moore. Desde quando Von Halpern voltou atrás com o acordo feito com Moore, ele se aproximou de Boddy.
As aparições de algumas celebridades ocorrem no final do filme, quando se dá início a uma exposição de arte realizada por Moore. Há uma reviravolta na história do personagem principal que acaba sendo assassinado no final.

## Elenco
| Personagens principais - Gus Mattox – Valentine Moore - Owen Hawk – Matt Cody - Michael Lucas – Marcus Von Halpern - Bruce Beckham – Bobby - Kent Larson – Tom Mercedes - Wilfried Knight – Sebastian Laqioux - Frankie – Motoboy - Kymberley Nevison - Secretária - Mario Ortiz – Faxineiro - J. – Mack - Blair Ross – Marina | Celebridades (aparição) - Boy George - Lady Bunny - Amanda Lepore - Hedda Lettuce - Michael Musto - Graham Norton - RuPaul - Bruce Vilanch - Matthew Mariani |

## Prêmios
- O filme recebeu treze indicações para o GayVN Awards de 2006, e ganhou quatro: Melhor filme (dividido), Melhor edição de extras (DVD), Melhor roteiro, Melhor ator coadjuvante (para Kent Larson). O filme dividiu o troféu de "Melhor filme" com Wrong Side of the Tracks Part One and Part Two, dirigido por Chi Chi LaRue.[4]
- O mesmo ano, o filme recebeu nove indicações para o Grabby Awards, levando um prêmio de "Melhor ator" para Tom Judson.